# 阿明頓 (伊利諾伊州)
阿明頓（英語：Armington）是位於美國伊利諾伊州塔茲韋爾縣的一個村落。

## 地理
阿明頓的座標為40°20′21″N 89°18′49″W / 40.33917°N 89.31361°W，而該地最高點為海拔高度191米（即627英尺）。

## 人口
根據2010年美國人口普查的數據，阿明頓的面積為0.74平方千米，當中陸地面積為0.74平方千米，而水域面積為0.00平方千米。當地共有人口343人，而人口密度為每平方千米463人。